# (200098) 1995 BB5
(200098) 1995 BB5 es un asteroide perteneciente al cinturón de asteroides, descubierto el 23 de enero de 1995 por el equipo del Spacewatch desde el Observatorio Nacional de Kitt Peak, Arizona, Estados Unidos.

## Designación y nombre
Designado provisionalmente como 1995 BB5.

## Características orbitales
1995 BB5 está situado a una distancia media del Sol de 2,362 ua, pudiendo alejarse hasta 2,642 ua y acercarse hasta 2,081 ua. Su excentricidad es 0,118 y la inclinación orbital 2,006 grados. Emplea 1325,97 días en completar una órbita alrededor del Sol.

## Características físicas
La magnitud absoluta de 1995 BB5 es 17,7.